# Whitby (Ontário)
Whitby é uma cidade da província canadense de Ontário, e parte da Municipalidade Regional de Durham e da região metropolitana de Toronto. Localizado a aproximadamente 15 km leste de Toronto, nas margens do Lago Ontário, Whitby possui uma população de aproximadamente 100 mil habitantes.